# 1,1,2,2-Tetrabromethan
1,1,2,2-Tetrabromethan, häufig wird auch die Abkürzung TBE verwendet, ist ein bromierter Kohlenwasserstoff. Er entsteht bei der Bromierung von Ethin mit Brom.

## Eigenschaften
Frisch destilliert ist es eine farblose Flüssigkeit, die im Laufe der Zeit durch Zersetzungsreaktionen am Tageslicht einen rötlich-braunen Farbton annimmt. 1,1,2,2-Tetrabromethan hat einen unangenehmen süßlich-stechenden und sehr intensiven Geruch.
1,1,2,2-Tetrabromethan ist eine Schwerflüssigkeit, die in der Mineralogie zur Abtrennung und Dichtebestimmung von Schwermineralien verwendet wird. Dort ist diese Flüssigkeit auch unter dem Namen Muthmanns Flüssigkeit bekannt (nach Wilhelm Muthmann, 1899). Wegen der hohen Toxizität sollte 1,1,2,2-Tetrabromethan allerdings nicht mehr verwendet werden, zumal es mittlerweile erheblich ungefährlichere Schwerflüssigkeiten gibt. TBE ist ein starkes Nieren- und Lebergift.